# Château de la Soie
Le château de Soie (en allemand Schloss Seta) est un château en ruine situé sur le territoire de la commune de Savièse, dans le canton du Valais, en Suisse.

## Histoire
Le château de Soie est construit vers 1200 par Landri de Mont, évêque de Sion, peut-être pour restreindre le pouvoir des comtes de Savoie en Valais. Pendant les conflits entre l'évêque et les comtes au XIIIe siècle, le château n'est pas endommagé et, dans un traité de paix de 1260, il est répertorié comme restant entre les mains de l'évêque. Au milieu du XIVe siècle, l'évêque Guichard Tavelli déménage de l'ancienne forteresse de Tourbillon au château de la Soie,.
Cependant, Tavelli n'a eu que quelques années pour profiter de la Soie. L'évêque est en conflit de longue date avec la famille de la Tour. Le 8 août 1375, Antoine de la Tour et ses soldats entrent dans le château à la recherche de l'évêque. Ils le trouvent en train de lire son bréviaire dans le jardin et le saisissent, puis traînent l'évêque jusqu'au sommet du château avant de le précipiter sur les rochers en contrebas. Le meurtre de l'évêque provoque des troubles dans tout le Valais et son successeur, Édouard de Savoie-Achaïe, est chassé du Valais lorsqu'une force de patriotes valaisans s'empare du château de Soie. Près de dix ans plus tard, en 1384, le comte Amédée VII reprend finalement le château et réinstalle l'évêque.
En 1417, pendant l'affaire de Rarogne, les troupes valaisannes incendient le château de Soie ainsi que plusieurs autres châteaux de la famille de Rarogne et de l'évêque. Après sa destruction, le château est abandonné et laissé en ruine.

## Description

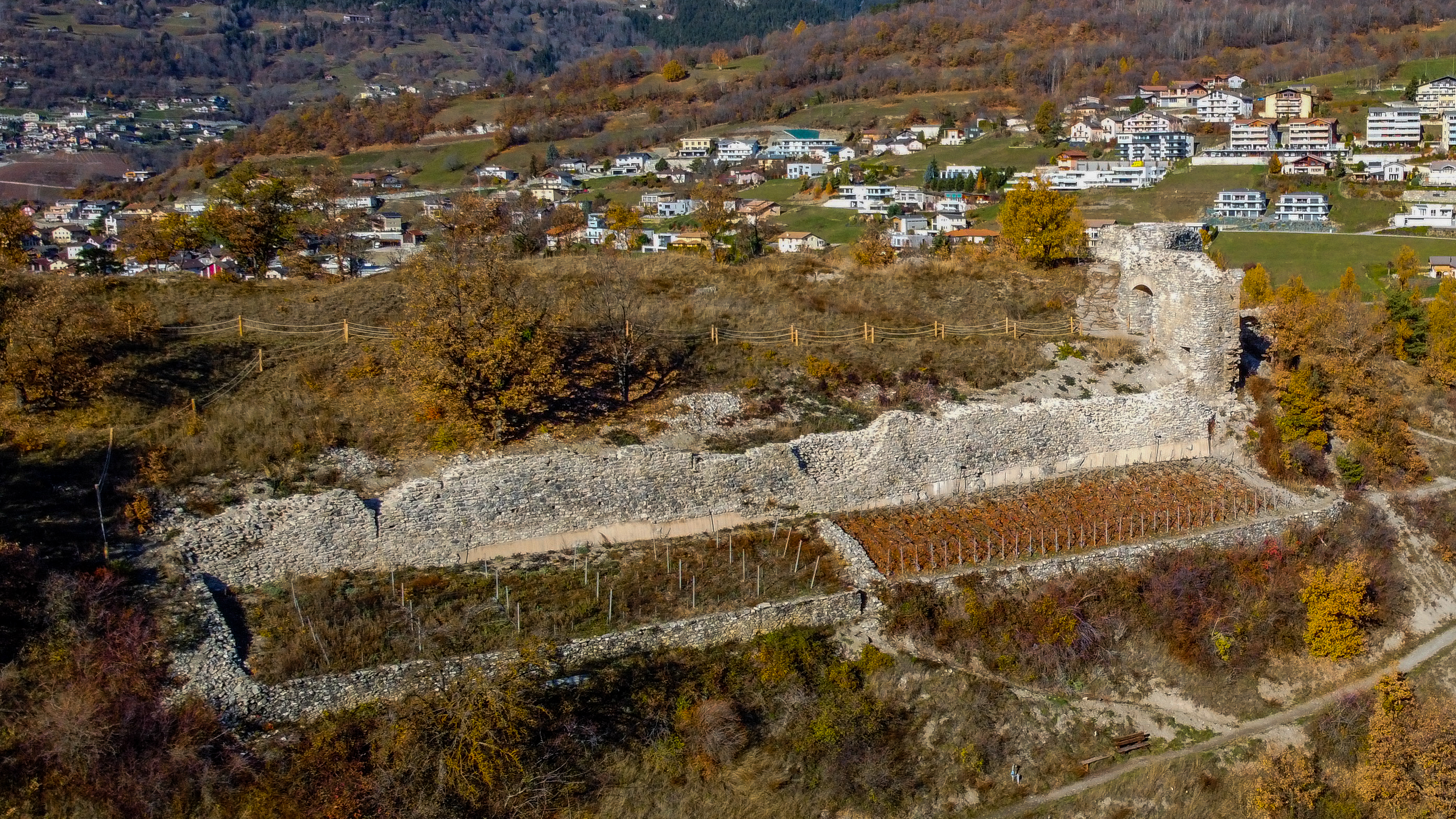
Vue aérienne des ruines du bourg du châteaux de la Soie.

Le château est situé à flanc de colline au sud-ouest de Savièse et à proximité de Sion. Le site est divisé en trois sections, chacune étant séparée par un fossé. La partie la mieux conservée est l'enceinte, qui est divisée en plusieurs pièces avec une porte bien conservée. Les autres sections sont le bâtiment principal et le jardin,.